# Fyllokladier
Fyllokladier är bladskaft eller andra stamdelar som blivit bladliknande och tagit över själva bladskivans roll. Det kallas även kladod eller fylloid. Fyllokladier förekommer bland annat hos akacior (Acacia) och stickmyrtensläktet. Fyllokladier är ett sekundärt stadium evolutionärt sett, i det att växten tidigare har avskaffat bladskivorna (för att spara vatten) och behovet av en ökad fotosyntetiserande yta sedan istället tillfredsställs med bredare gröna stjälkar. Ett bladliknande organ som har en blomma mitt på kan inte vara ett äkta blad.

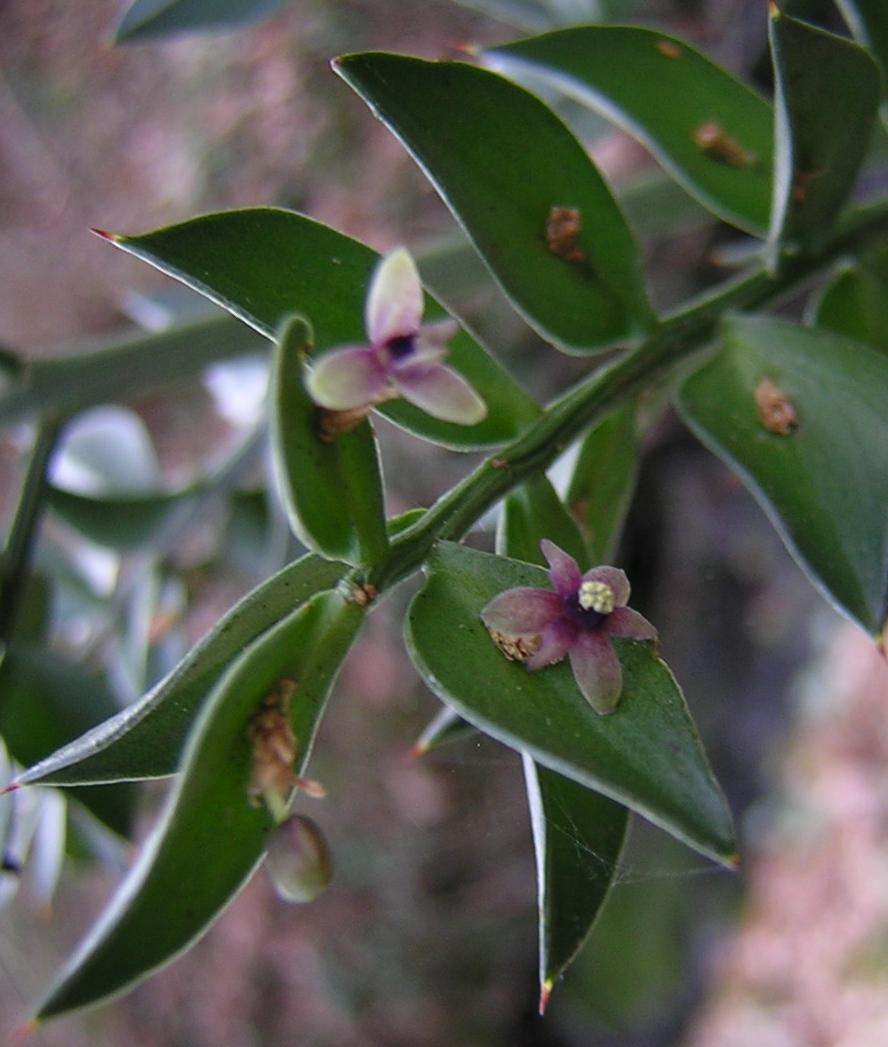
Fyllokladier hos stickmyrten.

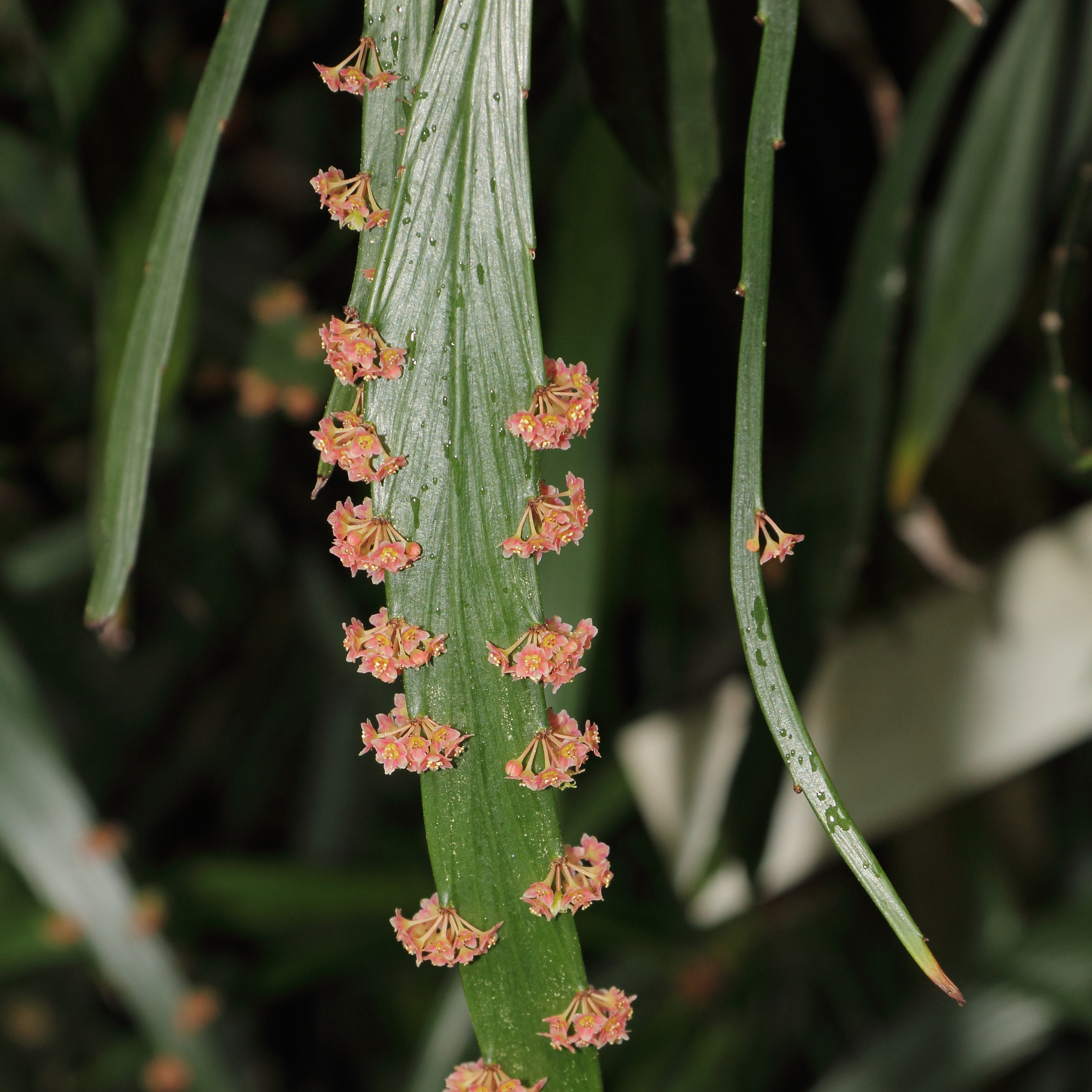
Fyllokladier hos blombladsbuske.